# Rechiaro
Rechiaro di Rechila, Requiario in spagnolo e galiziano,
Requiário in portoghese e Requiari in catalano (... – 456) è stato re dei Suebi di Gallaecia, dal 448 fino alla sua morte.

## Origine
Figlio del secondo re dei Suebi di Gallaecia, Rechila e della moglie di cui non si conoscono né il nome né gli ascendenti.

## Biografia
Suo padre, Rechila, come riportano sia Isidoro di Siviglia, nel suo Isidori Historia Gothorum, Wandalorum, Sueborum, che Idazio, nella sua Idatii episcopi Chronicon, dopo aver conquistato le province di Betica e di Cartagena, nel 441 aveva conquistato Siviglia ed era riuscito ad impadronirsi di quasi tutta l'attuale Andalusia e parte della provincia Cartaginensis o di Cartagena (attuale Castiglia) e aveva iniziato anche a fare delle incursioni nella provincia Tarraconense.
Alla morte di suo padre, Rechila, nel 448, la maggior parte della penisola iberica era nelle mani dei suebi ed i Romani erano relegati nell'angolo nord-orientale della penisola, anche se Rechila aveva restituito ai Romani la provincia Cartaginensis o di Cartagena.
Rechiaro gli succedette sul trono del regno dei Suebi.

Espansione del regno suebo, nel 455

Stabilì un buon rapporto con i Goti, anche tramite il matrimonio, nel 449, con una figlia del re dei Visigoti, Teodorico I e, alleatosi a Teodorico I, depredò la Vasconia e aggredì Saragozza e la regione circostante facendo numerosi prigionieri, e ottenne anche l'aiuto militare per proseguire la conquista della Penisola Iberica.
Rechiaro, nonostante che i Suebi avessero aderito alla religione ariana con conseguente rinuncia al paganesimo, abbracciò il Cattolicesimo.

Rechiaro fu il primo re cristiano a battere moneta propria.
Con una politica contro l'impero romano riuscì, con il benestare del nuovo re dei Visigoti Torismondo e alleandosi con i Vasconi, a occupare tra il 451 e il 452 parte della valle dell'Ebro e parte della provincia Tarraconense.

Nel 452 fece un trattato con i comites Fortunato e Manrico, in cui si impegnava a ritirarsi dalla Tarraconense e dagli altri territori invasi.
Nel 455 Rechiaro depredò la provincia Cartaginensis o di Cartagena.
Nel 456, sempre alleato dei Vasconi, alleatosi con i Vandali di Genserico, che attaccavano le coste calabre e siciliane, Rechiaro ruppe il trattato e invase i territori della provincia Tarraconense, da cui si era ritirato pochi anni prima; ma il nuovo re dei Goti, Teodorico II, in nome del nuovo imperatore Avito non lo appoggiò, anzi, con un contingente di Burgundi, passò i Pirenei, lo sconfisse e prese possesso di buona parte del regno suebo per conto dell'impero romano; infatti nella battaglia del fiume Urbicus sconfisse Rechiaro, lo fece prigioniero e, nonostante fossero cognati, lo fece giustiziare.

Anche Isidoro di Siviglia, riporta che Rechiaro fu ucciso dai Visigoti di Teodorico II.

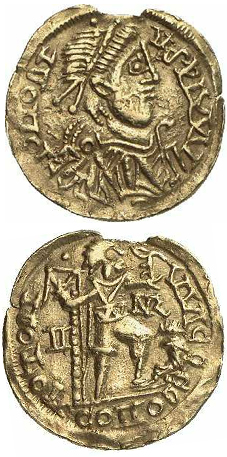
Moneta sueba d'argento (411-450)

Dopo la morte di Rechiaro i Visigoti invasero il regno svevo, occupando gran parte della penisola iberica, commettendo una tale quantità di eccessi che tutta la popolazione, sia sveva che i nativi (detti Galaicos), si ribellò. Contemporaneamente iniziò una guerra civile tra i vari pretendenti alla corona di Rechiaro.

## Matrimonio e figli
Rechiaro aveva sposato una figlia del re dei Visigoti, Teodorico I, di cui non si conosce il nome, che non gli diede figli.

Di Rechiaro non risulta nessuna discendenza.

### Fonti primarie
- (LA)  #ES Isidori Historia Gothorum, Wandalorum, Sueborum.
- (LA)  #ES Idatii episcopi Chronicon.

### Letteratura storiografica
- Ludwig Schmidt e Christian Pfister, I regni germanici in Gallia, in Storia del mondo medievale, vol. I, 1999,  pp. 275-300.
- Ludwig Schmidt, I suebi, gli alani, e i vandali in Spagna. La dominazione vandalica in Africa 429-533, in Storia del mondo medievale, vol. I, 1999,  pp. 301-319.
- Ernst Barker, L'Italia e l'occidente dal 410 al 476, in Storia del mondo medievale, vol. I, 1999,  pp. 373-419.
- Rafael Altamira, La Spagna sotto i Visigoti, in Storia del mondo medievale, vol. I, 1999,  pp. 743-779.